# ツェル・アム・ゼー郡

ツェル・アム・ゼー郡
Bezirk Zell am See

ツェル・アム・ゼー郡（ツェル・アム・ゼーぐん、独: Bezirk Zell am See）、通称ピンツガウ（独: Pinzgau）は、オーストリアのザルツブルク州にある郡（Bezirk; 行政管区とも訳される）。郡庁所在地はツェル・アム・ゼー。
ザルツブルク州の西部に位置する。東でザンクト・ヨーハン・イム・ポンガウ郡（ポンガウ）と、南でケルンテン州のシュピッタール・アン・デア・ドラウ郡およびチロル州のリエンツ郡（東チロル）と、南西でイタリア・トレンティーノ＝アルト・アディジェ州のボルツァーノ自治県（旧南チロル）と、西でチロル州のシュヴァーツ郡およびキッツビュール郡と、北でドイツ・バイエルン州オーバーバイエルン行政管区のトラウンシュタイン郡およびベルヒテスガーデナー・ラント郡と接している。
ツェル・アム・ゼー郡には以下の28の市町村（Gemeinde; ゲマインデ）がある。そのうちザールフェルデン・アム・シュタイナーネン・メーアとツェル・アム・ゼーが市（Stadt）に、5つが町（Marktgemeinde; 市場町）に指定されている。
- ブランベルク・アム・ヴィルトコーゲル Bramberg am Wildkogel
- ブルック・アン・デア・グロースグロックナーシュトラーセ Bruck an der Großglocknerstraße
- ディーンテン・アム・ホッホケーニヒ Dienten am Hochkönig
- フッシュ・アン・デア・グロースグロックナーシュトラーセ Fusch an der Großglocknerstraße
- ホラースバッハ・イム・ピンツガウ Hollersbach im Pinzgau
- カプルン Kaprun
- クリムル Krimml
- レント Lend
- レオガング Leogang
- ローファー Lofer （町）
- マイスホーフェン Maishofen
- マリーア・アルム Maria Alm
- ミッタージル Mittersill （町）
- ノイキルヒェン・アム・グロースヴェネディガー Neukirchen am Großvenediger （町）
- ニーデルンジル Niedernsill
- ピーゼンドルフ Piesendorf
- ラウリス Rauris （町）
- ザールバッハ＝ヒンターグレム Saalbach-Hinterglemm
- ザールフェルデン・アム・シュタイナーネン・メーア Saalfelden am Steinernen Meer （市）
- ザンクト・マルティン・バイ・ローファー St. Martin bei Lofer
- シュトゥールフェルデン Stuhlfelden
- タクセンバッハ Taxenbach （町）
- ウンケン Unken
- ウッテンドルフ Uttendorf
- フィーホーフェン Viehhofen
- ヴァルト・イム・ピンツガウ Wald im Pinzgau
- ヴァイスバッハ・バイ・ローファー Weißbach bei Lofer
- ツェル・アム・ゼー Zell am See （市）